# Stuart Farquhar
Stuart Farquhar (ur. 15 marca 1982) – nowozelandzki lekkoatleta specjalizujący się w rzucie oszczepem.
W 1998 i 2000 bez powodzenia startował w juniorskich mistrzostwach świata. Podczas igrzysk olimpijskich w 2004 odpadł w eliminacjach. Siódmy zawodnik igrzysk Wspólnoty Narodów oraz szósty pucharu świata z sezonie 2006. W 2007 nie awansował do finału mistrzostw świata w Osace, a w 2008 odpadł w eliminacjach na igrzyskach olimpijskich w Pekinie. Srebrny medalista uniwersjady z Belgradu (2009). Kilka tygodni po tych zawodach bez sukcesów reprezentował Nową Zelandię na mistrzostwach świata. W 2010 zajął piąte w miejsce w pucharze interkontynentalnym oraz został wicemistrzem igrzysk Wspólnoty Narodów. Finalista mistrzostw świata z Daegu (2011) i igrzysk olimpijskich z Londynu (2012). Zajął dziewiątą lokatę podczas mistrzostw świata w 2013, a rok później był piąty na igrzyskach Wspólnoty Narodów.
Wielokrotny złoty medalista mistrzostw kraju oraz międzynarodowych mistrzostw Australii. 
Rekord życiowy: 86,31 (29 kwietnia 2012, Hiroszima).

## Osiągnięcia
| Rok  | Impreza                        | Miejsce        | Pozycja           | Wynik |
| ---- | ------------------------------ | -------------- | ----------------- | ----- |
| 1998 | Mistrzostwa świata juniorów    | Annecy         | el. – 15. miejsce | 63,82 |
| 2000 | Mistrzostwa świata juniorów    | Santiago       | el. – 26. miejsce | 64,57 |
| 2004 | Igrzyska olimpijskie           | Ateny          | el. – 25. miejsce | 74,63 |
| 2006 | Igrzyska Wspólnoty Narodów     | Melbourne      | 7. miejsce        | 77,40 |
| 2006 | Puchar świata                  | Ateny          | 6. miejsce        | 74,55 |
| 2007 | Mistrzostwa świata             | Osaka          | el. – 19. miejsce | 78,08 |
| 2008 | Igrzyska olimpijskie           | Pekin          | el. – 20. miejsce | 76,14 |
| 2009 | Uniwersjada                    | Belgrad        | 2. miejsce        | 79,48 |
| 2009 | Mistrzostwa świata             | Berlin         | el. – 14. miejsce | 78,53 |
| 2010 | Puchar interkontynentalny IAAF | Split          | 5. miejsce        | 78,29 |
| 2010 | Igrzyska Wspólnoty Narodów     | Nowe Delhi     | 2. miejsce        | 78,15 |
| 2011 | Mistrzostwa świata             | Daegu          | 11. miejsce       | 78,99 |
| 2012 | Igrzyska olimpijskie           | Londyn         | 9. miejsce        | 80,22 |
| 2013 | Mistrzostwa świata             | Moskwa         | 9. miejsce        | 79,24 |
| 2014 | Igrzyska Wspólnoty Narodów     | Glasgow        | 5. miejsce        | 78,14 |
| 2015 | Mistrzostwa świata             | Pekin          | el. – 23. miejsce | 78,30 |
| 2016 | Igrzyska olimpijskie           | Rio de Janeiro | el. – 29. miejsce | 77,32 |